# Holt County (Nebraska)
Holt County ist ein County im Bundesstaat Nebraska der Vereinigten Staaten. Der Verwaltungssitz (County Seat) ist O’Neill, benannt nach dem Gründer der Stadt, General John O’Neill.

## Geographie
Das County liegt im Nordwesten von Nebraska, ist im Norden etwa 20 km von South Dakota entfernt und hat eine Fläche von 6262 Quadratkilometern, wovon 13 Quadratkilometer Wasserfläche sind. Es grenzt im Uhrzeigersinn an folgende Countys: Boyd County, Knox County, Antelope County, Wheeler County, Garfield County, Loup County, Rock County und Keya Paha County.

## Geschichte
Holt County wurde 1876 gebildet. Benannt wurde es nach dem Kriegsminister Joseph Holt.
Acht Bauwerke und Stätten des Countys sind im National Register of Historic Places eingetragen (Stand 11. Februar 2018).

## Demografische Daten

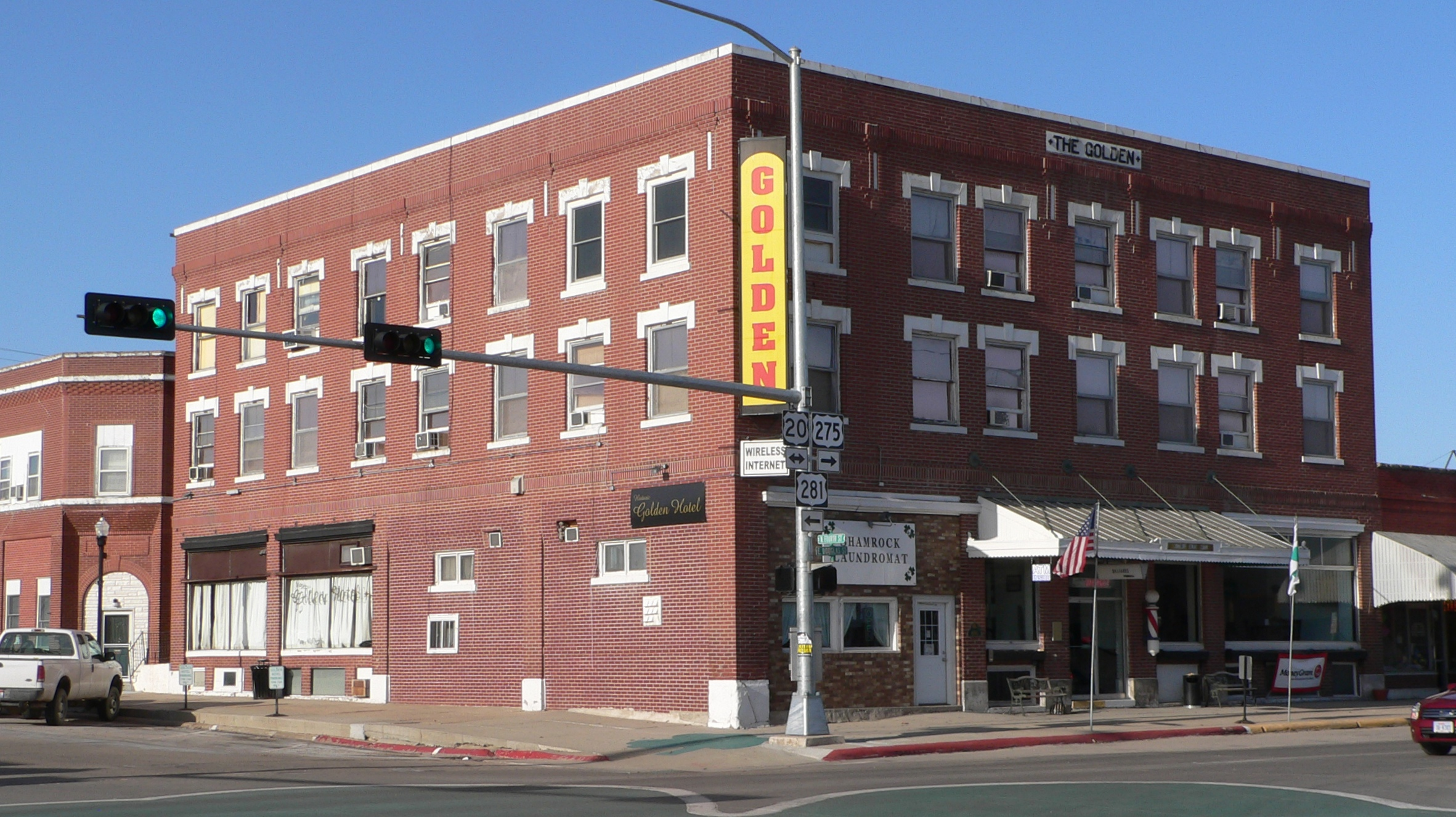
Golden Hotel, gelistet im NRHP

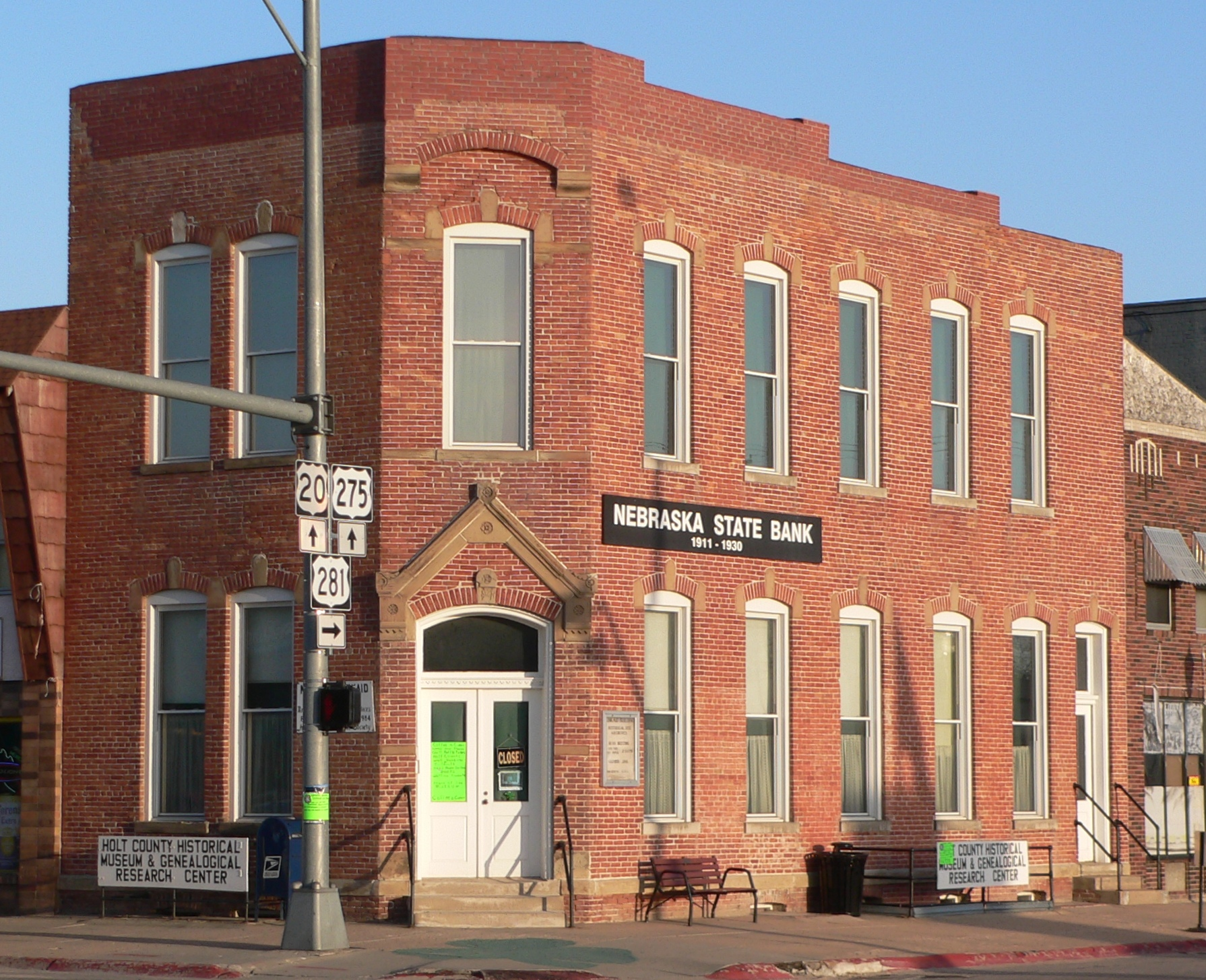
Old Nebraska State Bank Building, gelistet im NRHP

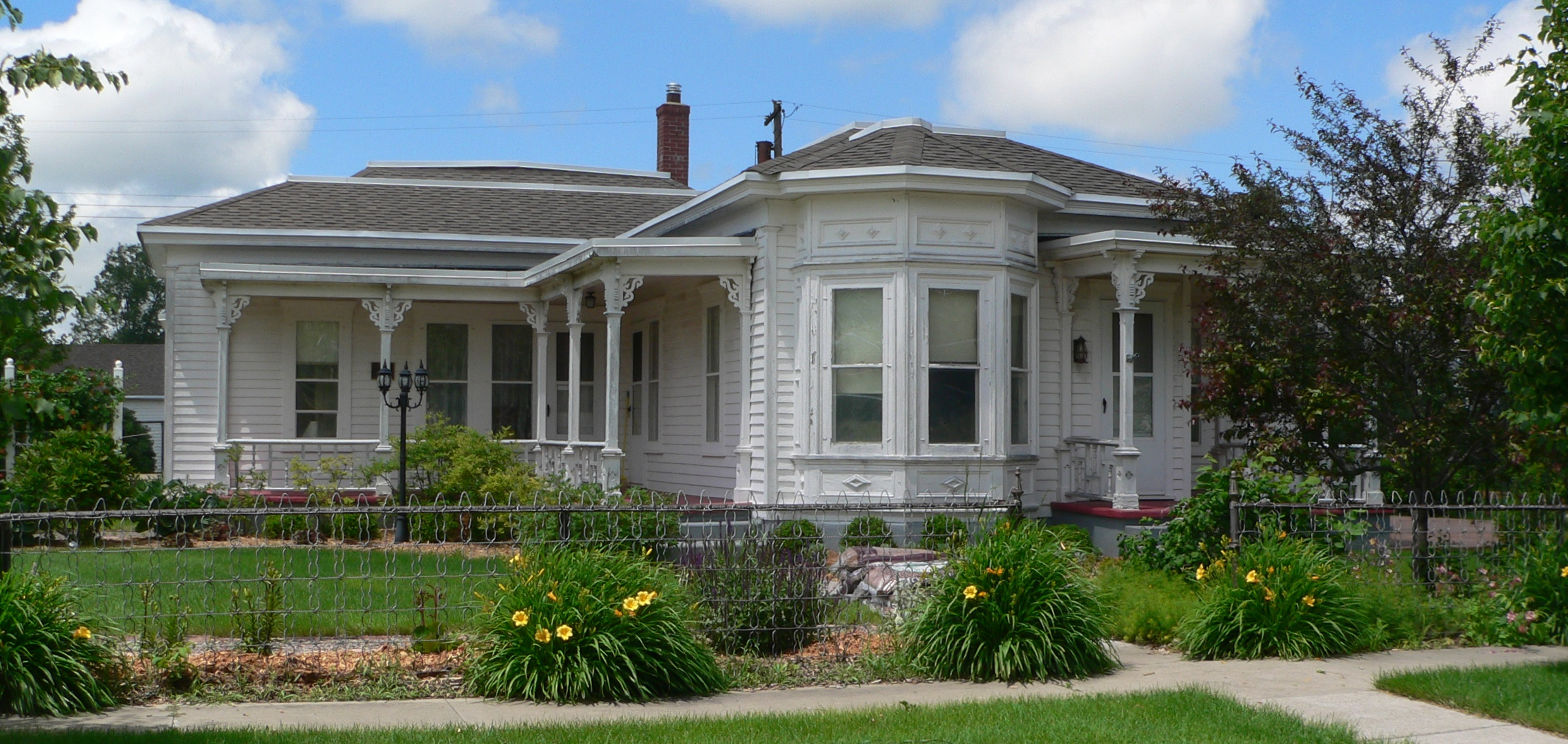
Brantly Sturdevant House, gelistet im NRHP

Nach der Volkszählung im Jahr 2000 lebten im Holt County 11.551 Menschen. Davon wohnten 225 Personen in Sammelunterkünften, die anderen Einwohner lebten in 4.608 Haushalten und 3.170 Familien. Die Bevölkerungsdichte betrug 2 Einwohner pro Quadratkilometer. Ethnisch betrachtet setzte sich die Bevölkerung zusammen aus 98,86 Prozent Weißen, 0,03 Prozent Afroamerikanern, 0,29 Prozent amerikanischen Ureinwohnern, 0,18 Prozent Asiaten, 0,05 Prozent Bewohnern aus dem pazifischen Inselraum und 0,23 Prozent aus anderen ethnischen Gruppen; 0,35 Prozent stammten von zwei oder mehr Ethnien ab. 0,71 Prozent der Bevölkerung waren spanischer oder lateinamerikanischer Abstammung.
Von den 4.608 Haushalten hatten 31,6 Prozent Kinder und Jugendliche unter 18 Jahre, die bei ihnen lebten. 60,7 Prozent waren verheiratete, zusammenlebende Paare, 5,6 Prozent waren allein erziehende Mütter, 31,2 Prozent waren keine Familien, 28,7 Prozent waren Singlehaushalte und in 15,1 Prozent lebten Menschen im Alter von 65 Jahren oder darüber. Die Durchschnittshaushaltsgröße betrug 2,46 und die durchschnittliche Familiengröße lag bei 3,06 Personen.
Auf das gesamte County bezogen setzte sich die Bevölkerung zusammen aus 27,3 Prozent Einwohnern unter 18 Jahren, 5,7 Prozent zwischen 18 und 24 Jahren, 24,5 Prozent zwischen 25 und 44 Jahren, 22,7 Prozent zwischen 45 und 64 Jahren und 19,8 Prozent waren 65 Jahre alt oder darüber. Das Durchschnittsalter betrug 40 Jahre. Auf 100 weibliche Personen kamen 96,9 männliche Personen. Auf 100 Frauen im Alter von 18 Jahren oder darüber kamen statistisch 93,5 Männer.
Das jährliche Durchschnittseinkommen eines Haushalts betrug 30.738 USD, das Durchschnittseinkommen der Familien betrug 37.463 USD. Männer hatten ein Durchschnittseinkommen von 24.681 USD, Frauen 17.593 USD. Das Prokopfeinkommen betrug 15.256 USD. 9,8 Prozent der Familien und 13,0 Prozent der Bevölkerung lebten unterhalb der Armutsgrenze. Darunter waren 15,0 Prozent Kinder und Jugendliche unter 18 Jahren und 12,1 Prozent Personen ab 65 Jahren.

## Orte im County
- Amelia
- Anncar
- Atkinson
- Catalpa
- Chambers
- Deloit
- Dorsey
- Dustin
- Emmet
- Ewing
- Inez
- Inman
- Knievels Corner
- Meek
- Midway
- O'Neill
- Opportunity
- Page
- Redbird
- Stafford
- Star
- Stuart
- Swan Lake
- Wilson Ranch

Townships
- Antelope Township
- Atkinson Township
- Belle Township
- Chambers Township
- Cleveland Township
- Coleman Township
- Conley Township
- Deloit Township
- Dustin Township
- Emmet Township
- Ewing Township
- Fairview Township
- Francis Township
- Golden Township
- Grattan Township
- Green Valley Township
- Holt Creek Township
- Inman Township
- Iowa Township
- Josie Township
- Lake Township
- McClure Township
- Paddock Township
- Pleasant View Township
- Rock Falls Township
- Sand Creek Township
- Saratoga Township
- Scott Township
- Shamrock Township
- Sheridan Township
- Shields Township
- Steel Creek Township
- Stuart Township
- Swan Township
- Verdigris Township
- Willowdale Township
- Wyoming Township